# La Couture (Paso de Calais)

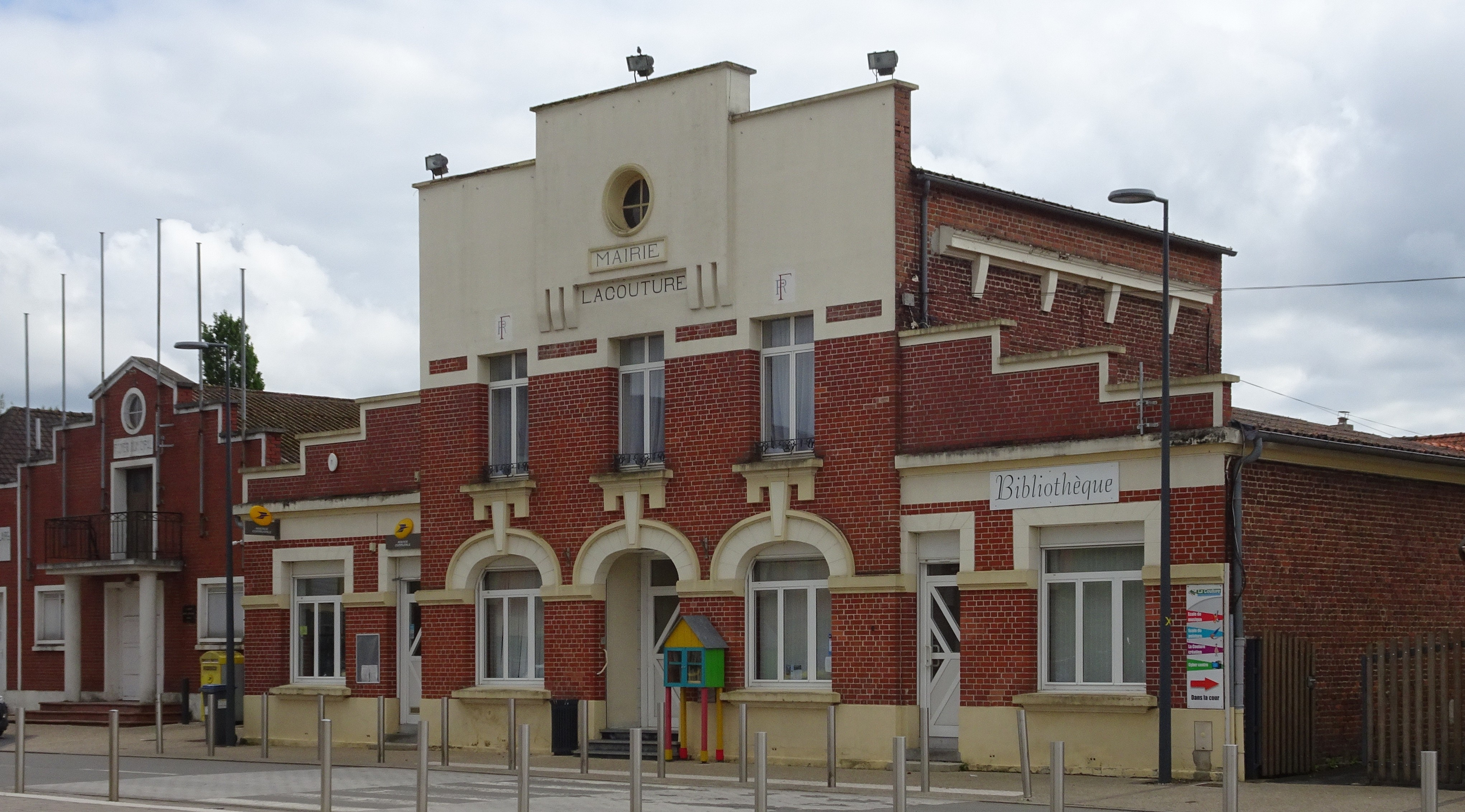
Ayuntamiento

 La Couture  es una población y comuna francesa, situada en la región de Norte-Paso de Calais, departamento de Paso de Calais, en el distrito de Béthune y cantón de Béthune-Est.

## Demografía
| 1303 | 1327 | 1332 | 1666 | 2165 | 2249 |
| Para los censos de 1962 a 1999 la población legal corresponde a la población sin duplicidades (Fuente: INSEE [Consultar]) |      |      |      |      |      |